# Дуврен
Дуврен (фр. Douvrin) — коммуна во Франции, регион О-де-Франс, департамент Па-де-Кале, округ Бетюн, кантон Дуврен. Город расположен в 16 км к востоку от Бетюна и в 10 км к северо-западу от Ланса, в 8 км от автомагистрали А21 "Рокада Миньер".
Население (2018) — 5 544 человека.

## Достопримечательности
- Церковь Сен-Дени, восстановленная после Первой мировой войны
- Городской сад Ла-Пе

## Экономика
Бывший центр добычи угля, Дуврен с 60-х годов XX века переориентирован на другие отрасли промышленности. В 1969 г. открыт совместный (50:50) завод Renault и PSA Peugeot Citroen, названный Française de Mécanique, и выпускающий автомобильные двигатели, среди которых наиболее известные PRV и D4F. В городе также работают предприятия лёгкой промышленности.
Структура занятости населения:
- сельское хозяйство - 0,5 %
- промышленность - 58,6 %
- строительство - 4,0 %
- торговля, транспорт и сфера услуг - 24,9 %
- государственные и муниципальные службы - 12,1 %

Уровень безработицы (2017) — 11,9 % (Франция в целом — 13,4 %, департамент Па-де-Кале — 17,2 %). 

Среднегодовой доход на 1 человека, евро (2017) — 19 860 (Франция в целом — 21 110, департамент Па-де-Кале — 18 610).

## Демография
Динамика численности населения, чел.

## Администрация
Пост мэра Дуврена с 2010 года занимает Жан-Мишель Дюпон (Jean-Michel Dupont). На муниципальных выборах 2020 года возглавляемый им независимый список победил в 1-м туре, получив 59,71 % голосов.
| Период | Период | Фамилия           | Партия                                                             | Примечания        |
| ------ | ------ | ----------------- | ------------------------------------------------------------------ | ----------------- |
| 1958   | 1981   | Жорж Глез         | Французская секция Рабочего интернационала Социалистическая партия | технический агент |
| 1981   | 1982   | Жорж Жак          | Социалистическая партия                                            |                   |
| 1982   | 1983   | Жан-Мари Валамбуа | Социалистическая партия                                            |                   |
| 1983   | 1989   | Абель Брюле       | Разные левые                                                       |                   |
| 1989   | 1995   | Жан-Мари Валамбуа | Социалистическая партия                                            |                   |
| 1995   | 2001   | Жан Паскье        | Разные левые                                                       | директор школы    |
| 2001   | 2008   | Венсан Паскье     | Республиканское и гражданское движение                             |                   |
| 2008   | 2009   | Серж Гориийо      |                                                                    | шахтёр            |
| 2009   | 2010   | Клаудиа Гильбер   |                                                                    |                   |
| 2010   |        | Жан-Мишель Дюпон  | Разные левые                                                       |                   |

## Города-побратимы
- Гомбе, Демократическая Республика Конго

## Галерея

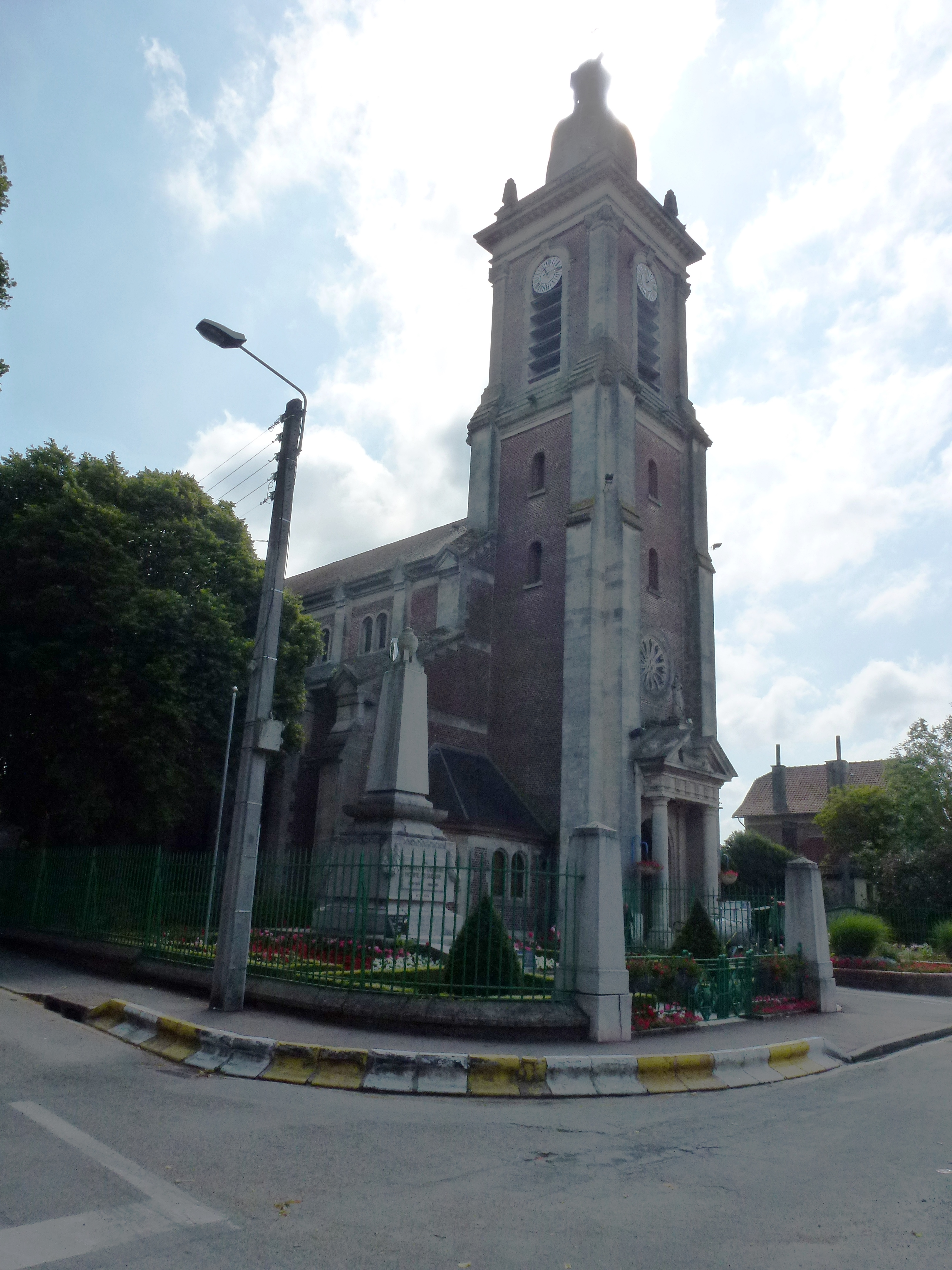
Церковь Сен-Дени
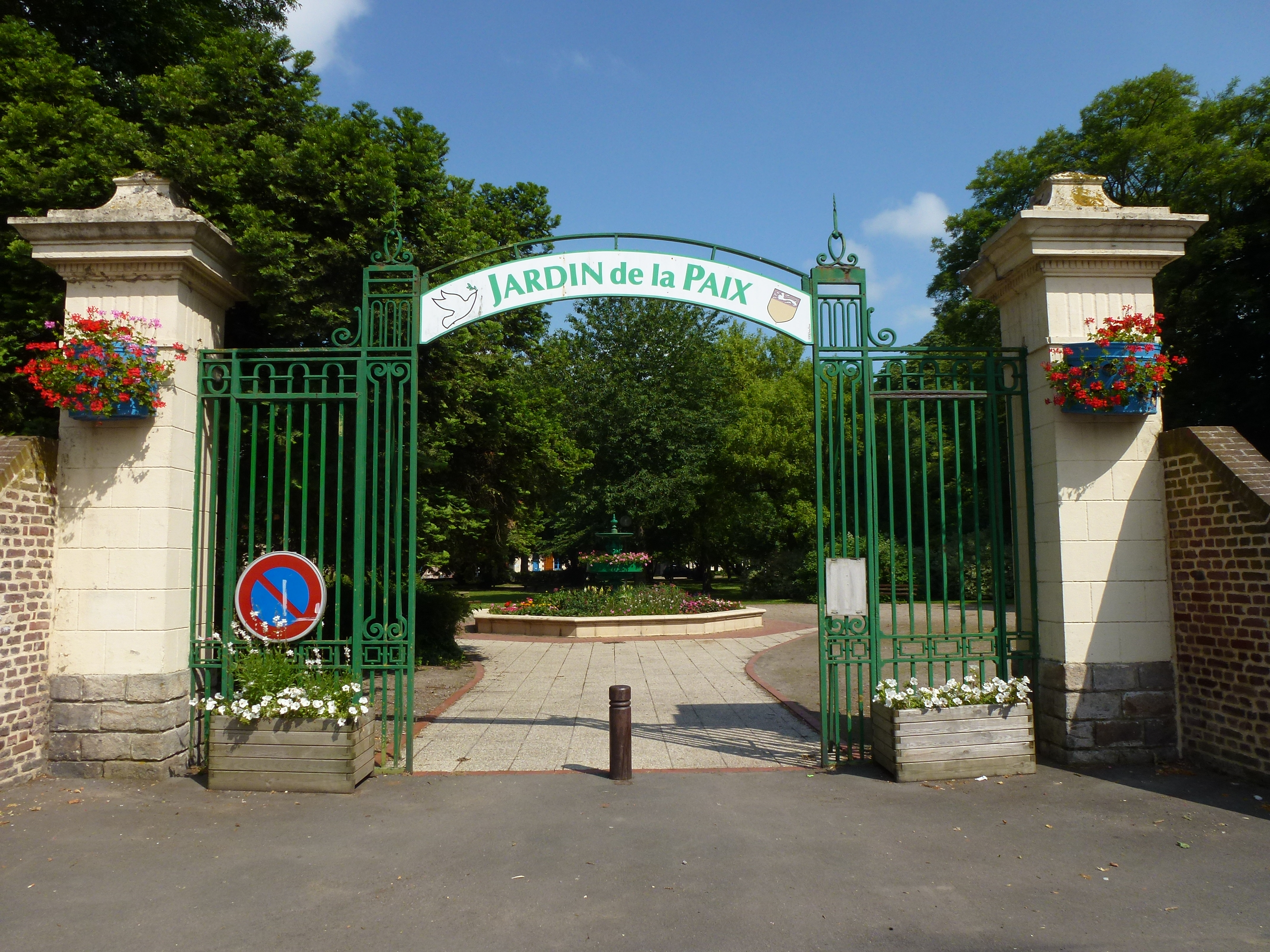
Городской сад

1. 1 2  база данных о французских коммунах — Национальный географический институт Франции, 2015.